# Campeonato Gaúcho de Futebol 7
O Campeonato Gaúcho de Futebol 7, também conhecido como Gauchão Fut7, é o principal torneio de Futebol 7 do Rio Grande do Sul, a competição é afiliada a CBSS e a FIFO7S, a competição começou em 2022.
O campeonato é disputado por 32 equipes que são divididas em 8 grupos de 4 clubes, os 2 primeiros de cada grupo vai para as Oitavas de Final. Na fase de mata-mata, são jogados jogos únicos.
A competição é disputada em diferentes cidades por ano, em 2022, o torneio foi jogado em Rio Grande, e em 2024, será disputado em Santa Maria.

## Campeões e vice-campeões
Em 2022, a equipe ORIGINAL FC foi campeã em cima da equipe JUVENTUS SM, o resultado da partida foi 2x0 nos pênaltis. Já em 2023, Curitinga foi a campeã do torneio em cima da The Black's, com um placar de 6x2.
| Clube       | Títulos  | Vice     |
| ----------- | -------- | -------- |
| ORIGINAL FC | 1 (2022) | —        |
| CURITINGA   | 1 (2023) | —        |
| JUVENTUS SM | —        | 1 (2022) |
| The Black's | —        | 1 (2023) |